# قياسينة
القيَّاسينة (الاسم العلمي:Plusiina) هي تحت قبيلة من الحشرات تتبع فصيلة الليليات من رتبة حرشفيات الأجنحة.

## أجناس القيَّاسينة
- تحت قبيلة القيَّاسينة
- جنس القيَّاسة